# بطولة إنفيكتا للقتال
بطولة إنفيكتا للقتال (بالإنجليزية: Invicta Fighting Championships)‏ هي منظمة أمريكية للفنون القتالية المختلطة مخصصة للفنون القتالية المختلطة للسيدات تم تأسيسها في عام 2012 على يد جانيت مارتن وشانون كناب. العرض الترويجي مملوك حاليًا لشركة أنثيم للرياضة والترفيه ومقرها كندا.
يأتي اسم الشركة من الكلمة اللاتينية التي تعني «لا تقهر ولا تضاهى»، والتي تظهر بصيغة المؤنث.